# Ефект Осборна
Ефект Осборна (англ. Osborne effect) — популярна назва маркетингової помилки, найбільш відомої через крах американської компанії Osborne Computer Corporation.

## Історія
3 квітня 1981 року компанією, заснованою Адамом Осборном, було випущено перший комерційно успішний портативний мікрокомп'ютер — Osborne 1. Комп'ютер вийшов вдалим і недорогим (1795 доларів за наявності в комплекті великого пакета програмного забезпечення), що зробило його дуже популярним. За вісім місяців з виходу моделі Osborne Computer Corporation продала 11 000 примірників, передзамовлення було оформлено ще на 50 тис. В піку продавалося по 10 тис. одиниць на місяць, хоча цим числом обмежувався весь початковий план випуску.
Незважаючи на успіх, до банкрутства компанія проіснувала всього два роки з вини самого Осборна. Причиною стала найпростіша маркетингова помилка: у 1983 році він показав журналістам нову, набагато більш досконалу модель комп'ютера — Executive. За домовленістю з журналістами інформація в пресі не з'явилася, але про анонс дізналися оптові покупці і скасували всі попередні замовлення на стару модель. Щоб виправити ситуацію, в липні 1983 ціну на Osborne 1 знизили до 1295 доларів, у серпні до 995, але це не допомогло. Продажі впали майже до нуля, Osborne Computer Corporation зазнала збитків вищих від очікуваних, і 13 вересня 1983 року компанія оголосила про банкрутство.

## Наслідки
Унаслідок ефекту Осборна багато технологічних компаній приховують інформацію про характеристики нових продуктів та дати виходу.
Наприклад, інформацію про характеристики нових продуктів Apple (таких як iPhone, iPad, macOS) компанія представляє тільки в рамках спеціалізованих щорічних заходів.